# Warandeduinen (Wetteren)
De Warandeduinen zijn een natuurreservaat in de Wetteren in Oost-Vlaanderen (België). Het duingebied ligt tussen het provinciaal domein Den Blakken en de begraafplaats van Wetteren. Het is sinds 2001 officieel erkend als Vlaams natuurreservaat onder de naam 'Speelbos-Warandeduinen'. Het natuurgebied wordt beheerd door de Vlaamse overheidsdienst Agentschap voor Natuur en Bos. Het gebied is Europees beschermd als Natura 2000-gebied (habitatrichtlijngebied 'Schelde en Durme-estuarium van de Nederlandse grens tot Gent)'. De Warandeduinen zijn vrij toegankelijk op de wandelpaden die het natuurgebied doorkruisen.

## Landschap
Het natuurgebied bestaat uit duinen (15 en 17,5 meter hoog), hakhoutstoven van eik en beuk (van 400 à 500 jaar oud), schrale graslanden en bos. Deze rivierduinen zijn ongeveer 15 000 jaar geleden ontstaan tijdens de laatste IJstijd. De Schelde schuurde toen diepe geulen in de lagen met dekzand. Het stromende water voerde dit zand mee om het verderop weer af te zetten. Zo ontstonden zandbanken in en naast de slingerende rivierbedding.

## Fauna
Het duingebied verschaft onderdak aan allerlei diersoorten: mier, zandbij, zandloopkever. Het duingebied wordt open gehouden door een kudde schapen.

## Flora
In de stuifduinen groeit zandzegge, brem, zandblauwtje, muizenoortje, trekrus, heidespurrie, klein tasjeskruid.